# Parrot Coaster
Parrot Coaster (chinesisch: 鹦鹉过山车) in Chimelong Ocean Kingdom (Zhuhai, Guangdong, Volksrepublik China) ist eine Wing-Stahlachterbahn vom Modell Wing Coaster des Herstellers Bolliger & Mabillard, die am 25. Januar 2014 als Flying Over the Rainforest (chinesisch: 飞越雨林) eröffnet wurde. Sie war die erste Achterbahn des Modells in Asien.
Die 1.278 m lange Strecke erreicht eine Höhe von 50 m und verfügt neben über zwei Tunneln und einem Horseshoe über drei Inversionen: einen Dive-Loop, eine Zero-g-Roll und ein Inline-Twist.